# Magnesi oxalat
Magnesi oxalat là một hợp chất vô cơ có chứa một cation magie có điện tích 2+ liên kết với anion oxalat. Hợp chất này có công thức hóa học được quy định là MgC2O4. Magnesi oxalat là một chất rắn màu trắng có hai dạng: dạng khan và dạng đihydrat, là dạng hai phân tử nước được kết hợp với cấu trúc. Cả hai dạng này đều không hòa tan trong nước và không hòa tan trong dung dịch hữu cơ.

## Sức khỏe và sự an toàn
Magnesi oxalat là chất kích ứng da và mắt. Nếu hít phải, nó sẽ kích thích phổi và niêm mạc. Hợp chất này không có tác dụng mãn tính hay bất kỳ tác dụng gây ung thư. Nếu magnesi oxalat tiếp xúc với da hoặc mắt, rửa mặt với nước ít nhất 15 phút và gọi cho bác sĩ nếu xảy ra hiện tượng kích ứng. Nếu hít phải, đi đến nơi có không khí trong lành và gọi bác sĩ. Nếu nuốt phải, gọi bác sĩ ngay lập tức. Nếu hợp chất tràn, rửa với nước và đảm bảo rằng không có bụi phát tán ra không khí. Đổ bỏ nước rửa. Bất cứ khi nào làm việc với magnesi oxalat, kính an toàn, giày ống và tạp dề phòng thí nghiệm phải được đeo. Nếu có bụi trong không khí, cần trang bị mặt nạ. Magnesi oxalat không cháy và ổn định, nhưng trong điều kiện hỏa hoạn, nó sẽ thải ra các khí độc. Theo OSHA, magnesi oxalat được coi là nguy hiểm.